# شاي بالصنوبر

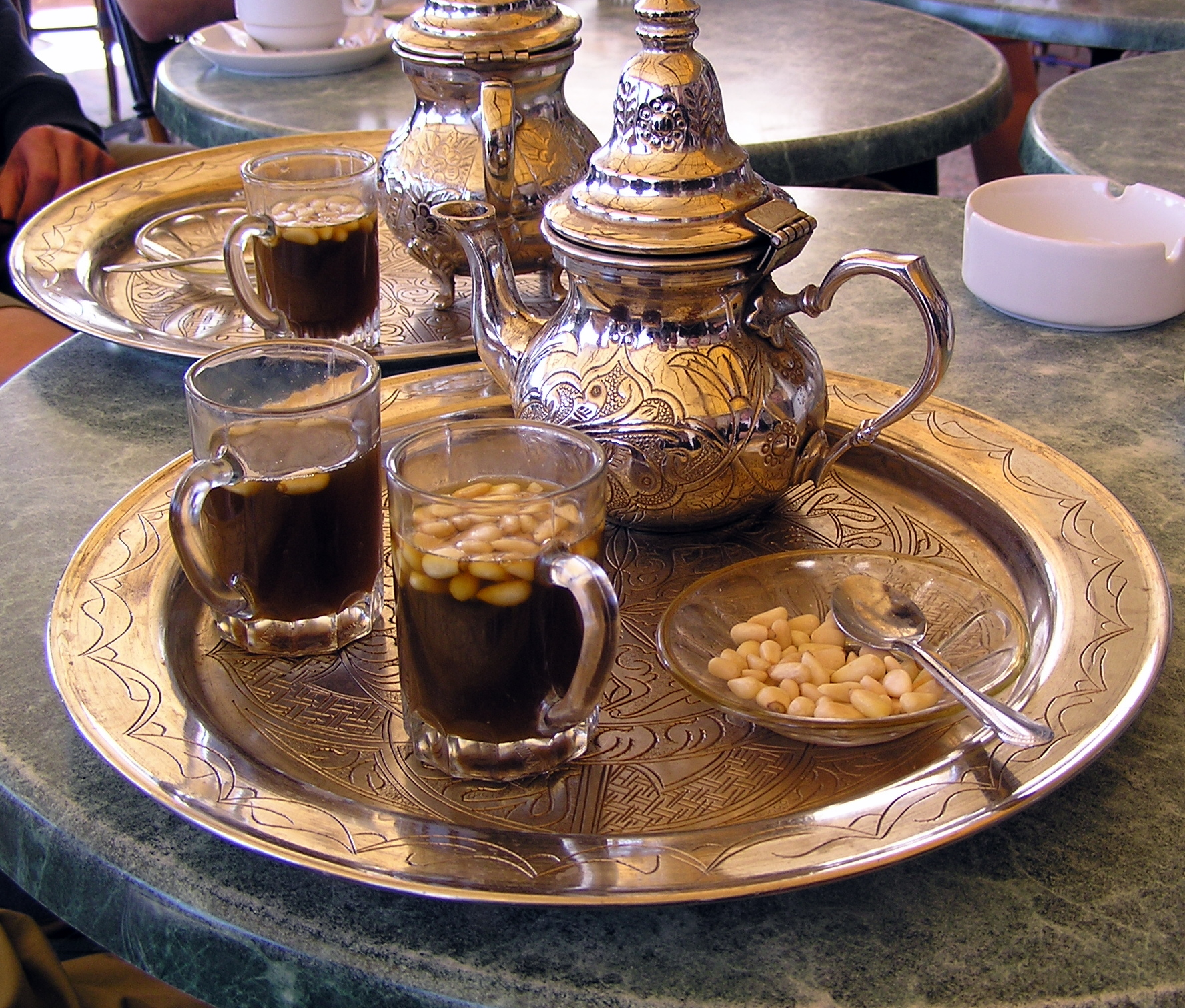
صينية شاي تونسي مع الصنوبر

الشاي بالصنوبر، أو بالفرنسية: Thé aux pignons، هو من التقاليد الطهوية التونسية الأصيلة. ويُعد هذا النوع من شاي النعناع المغاربي (أو شاي بالعطرشة أحيانًا في الشتاء) مشروبًا يُقدَّم عادةً في المناسبات مثل حفلات الزواج، أو اللقاءات العائلية، أو الاجتماعات بين الأصدقاء. وغالبًا ما يُستعاض عن الصنوبر أحيانًا بـاللوز أو الفول السوداني المحمّص.

## طريقة التقديم
تُوضع بضع ملاعق صغيرة من الصنوبر في كل كأس قبل صب الشاي الساخن. ويطفو الصنوبر إذا كان الشاي محلى كثيرًا؛ أما إذا لم يكن كذلك، فإنه يستقر في قاع الكأس.[بحاجة لمصدر]
كما يمكن للضيوف أن يضيفوا الكمية المرغوبة من الصنوبر بأنفسهم، ويمكن تقديم الشاي أيضًا بدون صنوبر.